# Pillow Knob
Pillow Knob är en kulle i Antarktis. Den ligger i Västantarktis. Argentina, Chile och Storbritannien gör anspråk på området. Toppen på Pillow Knob är 810 meter över havet, eller 210 meter över den omgivande terrängen. Bredden vid basen är 3,6 km.
Terrängen runt Pillow Knob är platt åt nordost, men åt sydväst är den kuperad. Trakten är obefolkad. Det finns inga samhällen i närheten.